# Brevitrichia forficicruxa
Brevitrichia forficicruxa är en tvåvingeart som beskrevs av Kelsey 1971. Brevitrichia forficicruxa ingår i släktet Brevitrichia och familjen fönsterflugor.
Artens utbredningsområde är Kalifornien. Inga underarter finns listade i Catalogue of Life.